# 曹均
曹 均（そう きん、? - 219年）は、中国後漢末期の人物。父は曹操。母は周姫。妻は張繡の娘。子は曹抗・曹敏・曹琬。孫は曹諶・曹廉・曹焜・曹賛。叔父は曹彬。

## 生涯
叔父の薊恭公曹彬の爵位を継ぎ、薊公となった。
建安22年（217年）、樊侯に封じられた。ちなみに同年、子の曹敏も臨晋侯に封じられている。建安24年（219年）に死去。爵位は子の曹抗が継いだ。
黄初2年（221年）、曹均の爵位が公に昇進され、樊安公の諡号が追贈された。

## 子
曹抗
黄初3年（222年）、薊公に封じられた。翌黄初4年（223年）、屯留公に転封となった。景初元年（237年）に死去。諡は定公。その子の曹諶が跡を継いだ。景初・正元・景元の各年間に1900戸まで加増された。
曹敏
曹均の異母兄弟である曹矩の跡を継いだ。琅邪王。
曹琬
曹均の異母兄である曹昂の跡を継いだ。豊王。上記の通り曹均の妻の父は張繡であり、張繡が殺した相手に養子を送る行為を、『三国志集解』で盧弼は「顛倒錯乱、匪夷所思」と批難している。